# 제이 크루

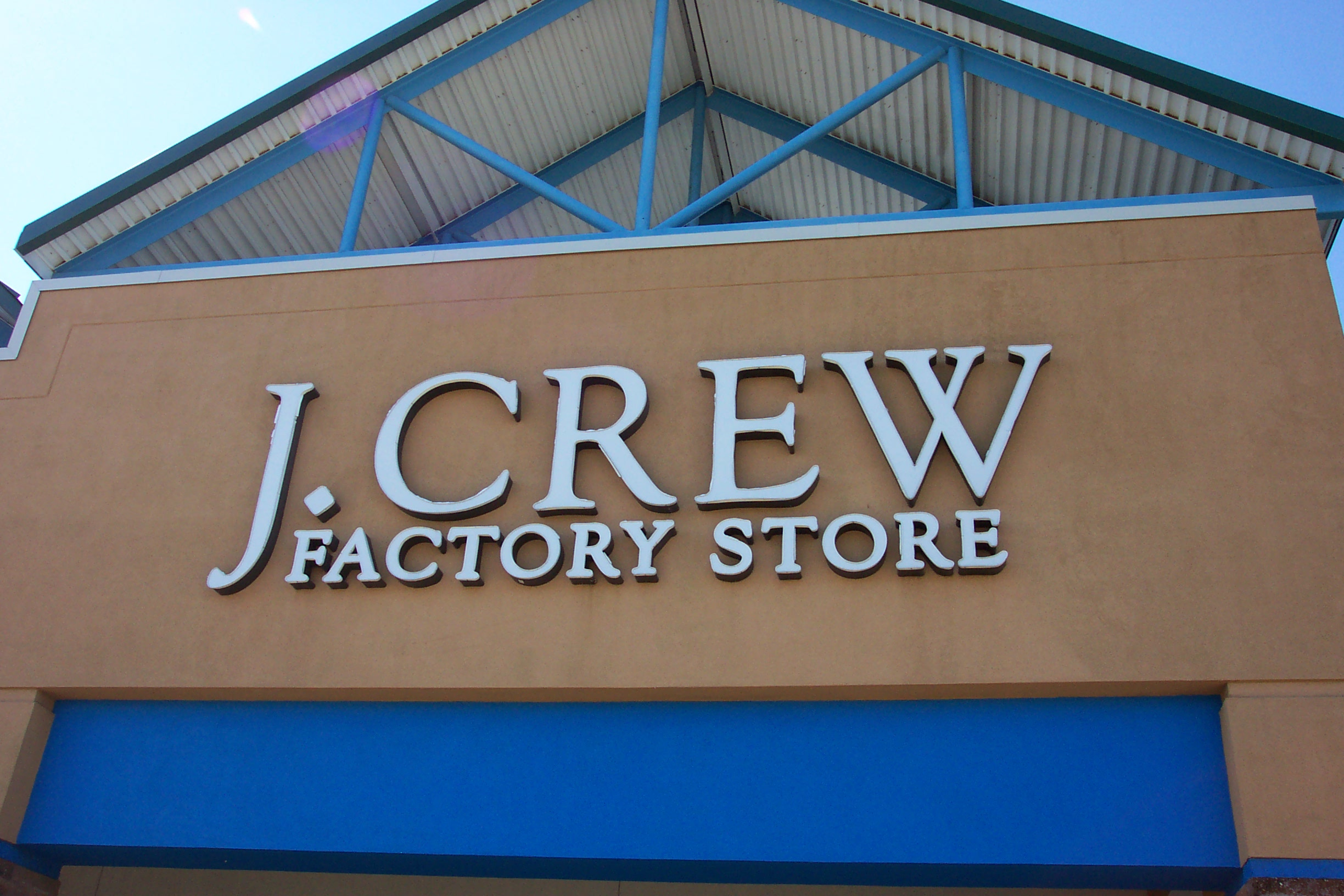
제이 크루 아울렛 매장 전경. 미국.

제이 크루(영어: J. CREW, 영어: J.Crew Group Inc.)는 미국의 의복 및 액세서리 소매 기업이다. 본사는 뉴욕 시에 위치해 있다. 1983년 설립되었는데, 이 때는 우편 주문용 카탈로그를 발행했었다. 1989년에는 자체 점포 소매점으로 업태를 확장해갔다. 첫 점포는 뉴욕 시 사우스 스트리트 시포트에 냈었다. 현재 이 제이 크루의 본사는 맨해튼 그린위치 빌리지 9번가에 위치한다. 2008년 5월 기준으로, 미국 전역에 걸쳐 제이 크루는 198 개의 소매 점포와 65 개의 아울렛 점포를 갖고 있다.
제이 크루의 홈페이지는 1996년 개설되었다. 제이 크루는 이 홈페이지에 판매하는 아이템에 대한 카탈로그를 올려 놓고 있을 뿐만 아니라 온라인 전용 상품도 전시하고 있다. 제이 크루는 미국 남부에 두 곳의 유통 센터를 두고 있다. 하나는 버지니아주 린치버그에 있고 다른 하나는 노스 캐롤라이나 주 애시빌에 있다. 온라인 주문에 의해 캐나다와 일본에 상품을 판매하고 있기도 하다.

## 제품
제이 크루는 남성 및 여성 의복 등을 판매한다. 또한, 액세서리, 신발 등을 판매한다. 더러는 고전적인 제이 크루만의 "트위스트" 디자인을 갖는 것도 있다.  이탈리아제 캐시미어 울, 영국제 양모, 가죽, 체코제 유리 버튼을 소재로 한 것 등 더러 특징있는 상품도 있다.
고급 제품군은 제이 크루 콜렉션(영어: J. Crew Collection)이라 불리고, 아동용 제품군은 크루컷츠(영어: Crewcuts)라고 불리며, 애완견용 제품군은 크루멋츠(영어: Crewmutts)라고 불린다.